# Gordon Smith (voetballer, juli 1954)
Gordon Melville Smith (Partick, 3 juli 1954 – Glasgow, 5 april 2014) was een Schots voetballer die als verdediger speelde.
Smith begon zijn carrière bij St. Johnstone in 1972 en speelde 112 wedstrijden voor de club. Hij was ook actief voor Tottenham Hotspur, Aston Villa, Wolverhampton Wanderers, Phoenix Pride en Pittsburgh Spirit.
Smith overleed op 5 april 2014.